# Élections sénatoriales de 2004 dans la Haute-Saône
Les élections sénatoriales dans la Haute-Saône ont eu lieu le dimanche 26 septembre 2004. Elles ont eu pour but d'élire les sénateurs représentant le département au Sénat pour un mandat de dix années.

## Contexte départemental
Lors des élections sénatoriales du 24 septembre 1995 dans la Haute-Saône, deux sénateurs ont été élus, un RPR et un UDF.
Depuis, tous les effectifs du collège électoral des grands électeurs ont été renouvelés, avec les élections législatives françaises de 2002, les élections régionales françaises de 2004, les élections cantonales de 2001 et 2004 et les élections municipales françaises de 2001. 

## Sénateurs sortants
| Sénateur | Sénateur        | Parti | Fonctions lors de l'élection en 1995    |
| -------- | --------------- | ----- | --------------------------------------- |
|          | Yves Krattinger | PS    | Conseiller général, maire de Rioz       |
|          | Bernard Joly    | UMP   | Conseiller régional, conseiller général |

## Présentation des candidats et des suppléants
Les nouveaux représentants sont élus pour une législature de 10 ans au suffrage universel indirect par les 954 grands électeurs du département. En Haute-Saône, les sénateurs sont élus au scrutin majoritaire à deux tours. Leur nombre reste inchangé, 2 sénateurs sont à élire. Ils sont 9 candidats dans le département, chacun avec un suppléant.
| T/S | Candidats | Candidats             | Parti | Principale fonction                            |
| --- | --------- | --------------------- | ----- | ---------------------------------------------- |
| T   |           | Maryvonne Dumora      | PCF   |                                                |
| S   |           |                       | PCF   |                                                |
| T   |           | Jean-Luc Grandjean    | PCF   |                                                |
| S   |           |                       | PCF   |                                                |
| T   |           | Yves Krattinger       | PS    | Sénateur sortant, président du conseil général |
| S   |           |                       | PS    |                                                |
| T   |           | Jean-Pierre Michel    | PS    | Conseiller général, maire d'Héricourt          |
| S   |           |                       | PS    |                                                |
| T   |           | Yves Vola             | GÉ    |                                                |
| S   |           |                       | GÉ    |                                                |
| T   |           | Martine Saintigny     | DVD   |                                                |
| S   |           |                       | DVD   |                                                |
| T   |           | Charles Gauthier      | UMP   | Conseiller général, maire de Vereux            |
| S   |           |                       | UMP   |                                                |
| T   |           | Marie-Odile Hagemann  | UMP   | Maire de Fontaine-lès-Luxeuil                  |
| S   |           |                       | UMP   |                                                |
| T   |           | Anne-Marie Jeanmougin | FN    |                                                |
| S   |           |                       | FN    |                                                |

## Résultats
| Candidat et parti politique | Candidat et parti politique | Candidat et parti politique | Premier tour | Premier tour | Second tour | Second tour |
| Candidat et parti politique | Candidat et parti politique | Candidat et parti politique | Voix         | %            | Voix        | %           |
| --------------------------- | --------------------------- | --------------------------- | ------------ | ------------ | ----------- | ----------- |
|                             | Yves Krattinger             | PS                          | 474          | 50,64        |             |             |
|                             | Jean-Pierre Michel          | PS                          | 435          | 46,47        | 465         | 50,11       |
|                             | Marie-Odile Hagemann        | UMP                         | 422          | 45,09        | 463         | 49,89       |
|                             | Charles Gauthier            | UMP                         | 416          | 44,44        | Retrait     | Retrait     |
|                             | Jean-Luc Grandjean          | PCF                         | 36           | 3,85         | Retrait     | Retrait     |
|                             | Maryvonne Dumora            | PCF                         | 33           | 3,53         | Retrait     | Retrait     |
|                             | Martine Saintigny           | DVD                         | 9            | 0,96         | Retrait     | Retrait     |
|                             | Anne-Marie Jeanmougin       | FN                          | 7            | 0,75         | Retrait     | Retrait     |
|                             | Yves Vola                   | GÉ                          | 4            | 0,43         | Retrait     | Retrait     |
|                             |                             |                             |              |              |             |             |
| Inscrits                    | Inscrits                    | Inscrits                    | 954          | 100,00       | 954         | 100,00      |
| Abstentions                 | Abstentions                 | Abstentions                 | 12           | 1,26         | 6           | 0,63        |
| Votants                     | Votants                     | Votants                     | 942          | 98,74        | 948         | 99,37       |
| Blancs et nuls              | Blancs et nuls              | Blancs et nuls              | 6            | 0,64         | 20          | 2,11        |
| Exprimés                    | Exprimés                    | Exprimés                    | 936          | 99,36        | 928         | 97,89       |